# Hardcore Justice 2011
Hardcore Justice 2011 è stata la nona edizione del pay-per-view prodotto dalla federazione Total Nonstop Action Wrestling (TNA). L'evento ha avuto luogo il 7 agosto 2011 presso la Impact Wrestling Zone di Orlando in Florida.

## Risultati
| # | Match | Stipulazioni                                                     | Durata |
| - | --- | ---------------------------------------------------------------- | ------ |
| 1 | Brian Kendrick (c) ha sconfitto Alex Shelley e Austin Aries                                                 | Fatal three-way match per il titolo TNA X Division Championship  | 13:10  |
| 2 | Ms. Tessmacher e Tara (c) hanno sconfitto Mexican America (Rosita e Sarita) (con Anarquia ed Hernandez)     | Tag team match per il titolo TNA Knockouts Tag Team Championship | 07:08  |
| 3 | D'Angelo Dinero ha sconfitto Devon                                                                          | Single match per le Bound for Glory Series                       | 09:33  |
| 4 | Winter (con Angelina Love) ha sconfitto Mickie James (c)                                                    | Single match per il titolo TNA Women's Knockout Championship     | 08:58  |
| 5 | Crimson ha sconfitto Rob Van Dam (con Jerry Lynn) per squalifica                                            | Single match per le Bound for Glory Series                       | 13:45  |
| 6 | Fortune (A.J. Styles, Christopher Daniels e Kazarian) ha sconfitto Immortal (Abyss, Gunner e Scott Steiner) | Six-man tag team match                                           | 14:42  |
| 7 | Bully Ray ha sconfitto Mr. Anderson                                                                         | Single match                                                     | 10:04  |
| 8 | Beer Money, Inc. (c) (Bobby Roode e James Storm) hanno sconfitto Mexican America (Anarquia e Hernandez)     | Tag team match per il titolo TNA World Tag Team Championship     | 10:41  |
| 9 | Kurt Angle ha sconfitto Sting (c)                                                                           | Single match per il titolo TNA World Heavyweight Championship    | 15:22  |
|   | (c) = campione in carica al momento dell'inizio del match                                                   |                                                                  |        |